# Живко Грозданић Гера
Живко Грозданић Гера (Вршац, 5. фебруар 1957.) српски је сликар.  

## Биографија
Живко Грозданић Гера је 1983. дипломирао на Академији ликовних умјетности у Сарајеву. 1992. у Вршцу покреће часопис КОШАВА, 1994. оснива Међународни бијенале младих у Вршцу, као директор Центра за савремену културу у Вршцу. Од 2005. директор је Музеја савремене уметности Војводине у Новом Саду. 
Живко Грозданић је добио УниKредит награду као повереник Павиљона Републике Србије на 54. међународној уметничкој изложби „La Biennale di Venezia 2011“, за успешно представљање уметника Драгољуба Раше Тодосијевића.
Члан је УЛУС-а од 1994. године.
Грозданић је излагао на преко 200 колективних и 50 самосталних изложби.

## Самосталне изложбе
- Сарајево
- Нови Сад
- Хвар
- Лабин
- Ријека
- Љубљана
- Цетиње
- Београд
- Вршац
- Зрењанин
- Ботуњ
- Дортмунд
- Токио
- Њујорк
- Торонто
- Хамилтон
- Киченер
- Букурешт
- Будимпешта
- Санкт Петербург
- Монтреал
- Минхен
- Мексико
- Грац
- Сегедин
- Темишвар
- Суботица
- Чачак
- Никозија